# جاش دان
جاشوا ویلیام «جاش» دان (متولد ۱۸ ژوئن ۱۹۸۸) یک نوازنده آمریکایی است. او بیشتر به عنوان درامر برای گروه موسیقی دو نفری بیست و یک خلبان شناخته می‌شود.

## اوایل زندگی
دان در کلمبوس، اوهایو با دو خواهرش اشلی و ابیگیل و برادرش جردن متولد و بزرگ شد. او هنگامی که جوان بود خود به تنهایی درام نوازی را آموخت. او ادعا می‌کند او برای این کار به یک فروشگاه ساز محلی می‌رفته و پشت کیت درام الکترونیکی می‌نشسته، سپس آهنگ‌های خود را بر روی CD Walkman پخش می‌کرده و با قرار دادن هدفون درام بر روی هد فون‌های خودش شروع به زدن درام می‌کرده. با استناد به دان، او به عنوان یک بچه حق گوش دادن به موسیقی را نداشت اما هفته‌ای یک بار دزدکی به فروشگاه موسیقی می‌رفت و از مردم آنجا پیشنهادهایی برای گوش دادن به موسیقی می‌گرفت. «من آلبوم‌هایی مثل Dookie از روز سبز را زیر تختم قایم می‌کردم.» دان می‌گوید. «گاهی اوقات آنها آلبوم‌هایم را پیدا می‌کردند و واقعاً عصبانی می‌شدند. آنها آلبوم‌هایی دیگری در سبک الترنیتیو مسیحی پیدا می‌کردند مانند Relient K و من را مجبور به گوش دادن به آن می‌کردند.» دان در مرکز گیتار فروشی برای سه سال کار می‌کرد او همچنین مدتی نیز با درامر سابق توئنتی وان پایلتس کریس صالح کار می‌کرد.

## حرفه

### خانه قهرمانان
در مارس ۲۰۱۰ دان با توصیه درامر بند، کلین ریگسبی، به خانه قهرمانان پیوست که در زمان استراحت که برای گذراندن وقت بیشتر با خانواده اش بود.
دان در تور اجرای زنده «خانه قهرمانان» تا اکتبر زمانی که Rigsby از وقت استراحت خود برگشت عضوی از آن بند بود.

### بیست و یک خلبان
در سال ۲۰۱۱ دان پس از گوش دادن به نسخهٔ نمایشی CD گروه با دعوت درامر بند کریس صالیح به یکی از اجراهای بیست و یک خلبان رفت. او تحت تأثیر اجراهای سه نفره قرار گرفته بود. او بعد از از اجری بند با خواننده اصلی بند تایلر جوزف ملاقات کرد و آن دو بعد از آن با یکدیگر دوست شدند.
بعداً در همان سال نیک توماس و کریس صالیح از بند جدا شده و جاش کار خود را در مرکز گیتار فروشی ترک کرده و برای کمک به تایلر در اجراها به بند او پیوست. او یک آهنگ قبل از لغو شدن اجرا توسط پلیس با تایلر اجرا کرد. بعد از آن روز دان درامر تمام وقت بند شد. این دو پس از آن دومین آلبوم استودیویی گروه، منطقه‌ای در بهترین حالت، را در ۸ ژوئیه ۲۰۱۱ منتشر کردند و قرار دادی با آتلانتیک رکوردز تابعه لیبل فلودد بای رمن در آوریل ۲۰۱۲ بستند.
آلبوم سوم «بیست و یک خلبان»، Vessel، در ۸ ژانویه ۲۰۱۳ منتشر شد.
.
آلبوم چهارم بند، Blurryface (چهره تار)، در ۱۷ می ۲۰۱۵ دو روز زودتر از زمان تعیین شده منتشر شد.

## زندگی شخصی
او دربارهٔ موسیقی می‌گوید: «اما من همیشه می‌خواستم که درامز بنوازم و در حال حاضر من هر شب قادر به انجام این کار هستم. این چیزی است که من بیش از هرچیزی دوست دارم، با یک عده آدم در یک اتاق باشیم و اجازه بدیم موسیقی ما را متحد کند. می‌دانم این به نظر خیلی دراماتیک است اما این تجربه واقعاً جالبی برای من است و من هیچ گاه از انجام دادن این کار خسته نمی‌شوم.»
دان یک مسیحی است و با بازیگر و خواننده دبی راین از مارس ۲۰۱۳ تا سپتامبر ۲۰۱۴ رابطه داشت. آواز ژانویه ۲۰۱۶ مجرد است.
دان یک خالکوبی از یک درخت روی بازوی راست خود دارد که نشان دهنده آنچه است که او به آن معتقد است. اما او ترجیح می‌دهد معنای کامل آن را به یک فرد بگویید تا معنی آن در کل اینترنت بچرخد.
دان و جوزف هر دو یک خالکوبی "X" بر روی بدن خود دارند که آن را به عنوان تعهد خود به زادگاه خویش و طرفداران محلی خود در Columbus, OH می‌دانند. آن‌ها آن را در یکی از اجراهای خانگی خود در اوایل ۲۰۱۳ دریافت کردند. خالکوبی دان بر پشت گوش اوست.
دان از نوادگان ادوین دان دام دار آمریکایی که به‌طور قابل توجهی به سیاست‌های کشاورزی هوکایدو شکل داد است.